# Neil Flynn
Neil Richard Flynn, född 13 november 1960 i Waukegan, Illinois, är en amerikansk skådespelare. Flynn har främst medverkat i TV-serier, mest känd av dessa är Scrubs, där han improviserade fram många av sina repliker. Han är även med i spelet Ratchet & Clank som Rörmokarn i de engelska versionerna. 
I ett avsnitt av Scrubs driver man med en statistroll Neil Flynn hade i filmen Jagad, då det i avsnittet sägs att Flynns karaktär i Scrubs, vaktmästaren, var den som hade rollen.

## Biografi
Neil Flynn föddes i den södra delen av Chicago. Han är av irländsk härkomst och uppfostrad som katolik. Han flyttade till Waukegan, Illinois i tidig ålder. Som student på Waukegan East High School 1978 vann han och hans kamrat Mike Shklair en Illinois-tävling för "Humorous Duet Acting".

## Filmografi (urval)
- 1989 – Värsta gänget
- 1993 – Rookie of the Year
- 1993 – Jagad
- 1994 – Baby på vift
- 1996 – Den hårda skolan
- 1996 – Efterlyst
- 1996–1997 – Morgondagens hjälte (TV-serie) (tre avsnitt)
- 1997 – Seinfeld (TV-serie) (avsnittet "The Summer of George")
- 1997 – Ensam hemma 3
- 1999 – That '70s Show (TV-serie) (avsnittet "The Velvet Rope")
- 1999 – Magnolia
- 2000 – The Right Temptation
- 2000–2001 – Buzz Lightyear, rymdjägare (TV-serie) (röst, 24 avsnitt)
- 2001–2009 – Scrubs (TV-serie) (170 avsnitt)
- 2003–2004 – Smallville (TV-serie) (två avsnitt)
- 2004 – Mean Girls
- 2006 – Uppdraget
- 2006 – Joey (TV-serie) (två avsnitt)
- 2007 – 101 kvinnor
- 2008 – Indiana Jones och kristalldödskallens rike
- 2009–2015 – The Middle (TV-serie) (144 avsnitt, pågående)